# 223 (число)
223 (Дві́сті два́дцять три) — натуральне число між 222 та 224.
- 223 день в році — 11 серпня (у високосний рік 10 серпня).

## У математиці
- 48-ме просте число.
- Сума трьох  простих чисел поспіль {\displaystyle (71+73+79=223).}

## В інших галузях
- 223 рік, 223 до н. е.
- В Юнікоді 00DF 16  — код для символу «ß» (Latin Small Letter Sharp S).
- NGC 223 — галактика в сузір'ї Кит.
- 223 — практично максимальну кількість графічних символів у 8-бітних кодових сторінках.